# Ron
Ron, pseudonimo di Rosalino Cellamare (Dorno, 13 agosto 1953), è un cantautore e musicista italiano.
Tra i principali cantautori della sua generazione, durante la sua carriera ha ricevuto numerosi riconoscimenti tra cui il Premio della Critica "Mia Martini" e il Premio Tenco alla Carriera. Nel 1996, in coppia con Tosca, ha vinto il Festival di Sanremo con il brano Vorrei incontrarti fra cent'anni.

## Biografia

### Gli inizi
Rosalino Cellamare nasce a Dorno (Pavia) e cresce a Garlasco, a pochi chilometri di distanza, in una famiglia di origini pugliesi (il nonno paterno proviene da Trani); il padre Savino commercia olio d'oliva, mentre il fratello maggiore Italo è un pianista (che in seguito suonerà anche in alcuni suoi dischi, ad esempio nell'album Dal nostro livello) e lo introduce alla musica.
Prende lezioni di canto dalla professoressa Adele Bartoli, che lo iscrive fin da giovanissimo a svariati concorsi canori: il primo di una certa rilevanza è, nel 1967, la quarta edizione della Fiera della Canzone Italiana di Milano (organizzata dal maestro Angelo Camis).
In uno di questi concorsi (in cui canta 24 mila baci di Adriano Celentano) viene notato da un talent-scout della RCA Italiana. Si reca a Roma con il padre, che firma il contratto (in quanto Rosalino è ancora minorenne) per la It di Vincenzo Micocci, distribuita dalla RCA. In quell'occasione, negli studi della casa discografica, conosce Lucio Dalla e Renato Zero.

### Anni 1970

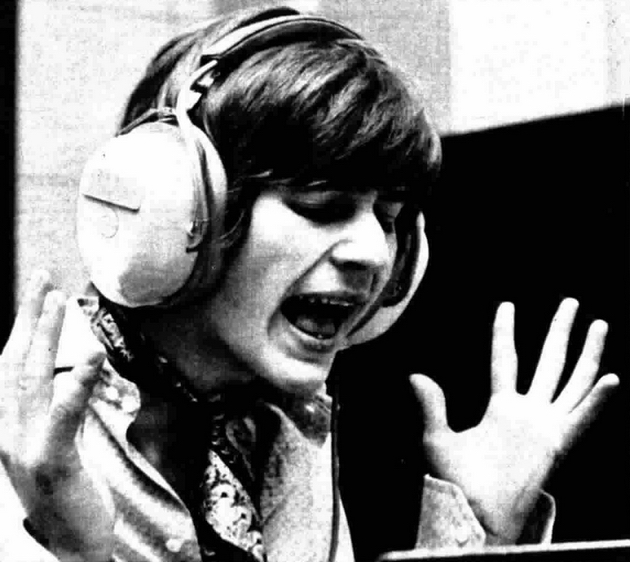
Un giovane Ron nel 1970

Nel 1969 partecipa, senza ancora avere inciso un disco, al Cantagiovani, una manifestazione musicale itinerante organizzata dalla RCA, in cui si esibisce con altri artisti dell'etichetta come Gabriella Ferri, Ugolino, i Bertas, Christy e altri. L'esordio discografico avviene solo con il nome di battesimo, Rosalino, a 16 anni al Festival di Sanremo nel 1970 in coppia con Nada cantando Pa' diglielo a Ma': avrebbe dovuto presentare Occhi di Ragazza - in coppia con Sandie Shaw - ma la canzone venne ritenuta "non idonea" dalla commissione del Festival (fu incisa poco dopo da Gianni Morandi riscuotendo grande successo).
Sempre nel 1970 vince la Caravella dei successi  con Fino a morire.
L'anno successivo presenta a Un disco per l'estate una canzone scritta da Paola Pallottino e Lucio Dalla, Il gigante e la bambina, che tratta il tema della violenza sui minori, subendo anche la censura di una parola (viso di creatura al posto di petto di creatura) e di una strofa ("il gigante adesso è in piedi con la sua spada d'amore e piangendo taglia il fiore prima che sia calpestato" divenne "ma nessuno può svegliarla dal suo sonno tanto lieve il gigante è una montagna la bambina adesso è neve"). La canzone ha successo.
Nello stesso anno scrive insieme a Lucio Dalla la colonna sonora del film La mortadella di Mario Monicelli del 1971 (con Sophia Loren, Gigi Proietti, Susan Sarandon e Danny DeVito): alcuni dei brani, tra cui La storia di Maddalena, vengono incisi dalla stessa Sophia Loren, mentre Lucio Dalla userà poi l'introduzione strumentale della canzone in L'auto targata «TO» (nell'album Il giorno aveva cinque teste).
Alla fine del 1971, durante un viaggio in nave verso la Sicilia, scrive Piazza Grande insieme a Lucio Dalla per la musica e a Gianfranco Baldazzi e Sergio Bardotti per il testo; la canzone viene presentata dallo stesso Dalla al Festival di Sanremo 1972 (arrivando al 4º posto), e diventerà un evergreen del cantautore bolognese (inciso anche in portoghese dalla cantante Amalia Rodrigues, nota come "La regina del Fado"). Ron era nella formazione (che comprendeva ben quattro chitarristi) che accompagnava Lucio Dalla sul palco del festival e, per l'emozione, sbagliò l'attacco della canzone, tanto che si dovettero fermare con tutta l'orchestra e ripartire.
Nello stesso anno Ron partecipa a Un disco per l'estate con il brano Storia di due amici (testo di Umberto Donato, paroliere calabrese di Pizzo) e scrive Oggi, domani, sempre per Vanna Brosio, sigla del programma televisivo Adesso musica.
Nel 1972 incide la versione italiana di Father and Son di Cat Stevens (Figlio mio, padre mio). Nello stesso anno scrive la canzone Principessa per Gianni Morandi.
Nel febbraio 1973 pubblica il suo primo album, usando da qui in poi anche il cognome: Il bosco degli amanti (titolo preso dall'omonimo brano con testo di Umberto Donato), che include Principessa. A novembre esce un nuovo album, Dal nostro livello, che contiene Era la terra mia e I bimbi neri non san di liquerizia, con canzoni tratte dai temi di alcuni alunni figli di emigrati di una scuola elementare di Cinisello Balsamo, musicati da Ron e adattati per i testi da Gianfranco Baldazzi. Il progetto diventa un tour prodotto dal Piccolo Teatro di Milano e replicato per una ventina di date. Nel 1974 scrive la canzone Prime ore del mattino per Ornella Vanoni.
Nel 1975 pubblica il suo terzo album, Esperienze, che, come i due precedenti, vede Ron autore delle musiche e Gianfranco Baldazzi dei testi.
Nel 1976 Ron pubblica il brano Evviva il grande amore (testo di Mogol e musica di Gigi Rizzi, chitarre e cori di Ivan Graziani; pubblicata anche nel 2008 nell'album Quando sarò capace d'amare) e interrompe quasi del tutto la sua carriera di cantante per dedicarsi al cinema. Tra il 1975 e il 1979, infatti, interpreta i film Lezioni private di Vittorio De Sisti, L'Agnese va a morire di Giuliano Montaldo, In nome del Papa Re di Luigi Magni e Turi e i paladini di Angelo D'Alessandro, apparendo anche in singoli episodi di un paio di serie televisive, girate per le TV inglese e francese.
Nel 1977, con Lucio Dalla, Teresa De Sio, Claudio Lolli e altri, partecipa all'opera rock L'Eliogabalo - Operetta Irrealista, album dell'autore teatrale Emilio Locurcio.

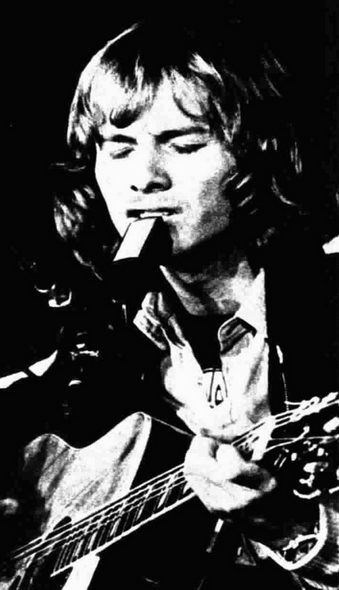
Ron nel 1975

Dopo il passaggio alla Spaghetti Records di Alessandro Colombini (produttore in quel periodo di Dalla, Bennato e PFM), nel 1978 torna in sala d'incisione e, con il 45 giri Occhi verdi mari calmi, partecipa all'edizione di quell'anno del Festivalbar, con risultati modesti (pur anticipando le sonorità sviluppate nei dischi seguenti).
Il 20 dicembre del 1978 partecipa come musicista e solista al live@RTSI di Lucio Dalla, concerto per la TV Svizzera RTSI (da cui viene tratto un cofanetto CD+DVD pubblicato nel 2001).
Dopo queste prime esperienze discografiche Ron comincia a lavorare in studio sentendo il bisogno di cercare una propria identità artistica, non riconoscendosi nei cantautori cosiddetti ''impegnati''. I suoi modelli sono, infatti, David Bowie, Lou Reed, Cat Stevens, James Taylor, e inizia a curare da musicista e arrangiatore i lavori dei suoi colleghi diventando per definizione un music maker e facendosi notare a tal punto che nel 1979 Lucio Dalla e Francesco De Gregori lo chiamano in qualità di chitarrista e curatore degli arrangiamenti del loro tour Banana Republic, che raccoglierà centinaia di migliaia di spettatori nei più grandi stadi d'Italia e dal quale verranno tratti un disco e un film. Durante questi concerti, viene data la possibilità a Ron di esibirsi come solista in I ragazzi italiani e Come va; per l'occasione scrive la musica del brano Cosa sarà (testo di Dalla e De Gregori, che la canteranno sul palco), inserita poi sul retro del 45 giri Ma come fanno i marinai.
L'esperienza avuta in questo importantissimo evento avrà un impatto fondamentale sul suo album successivo, che aprirà uno dei capitoli più importanti nella carriera dell'artista.

### Anni 1980
Nel 1980 esce l'album Una città per cantare, che contiene la canzone omonima, versione italiana del brano The Road del cantautore statunitense Danny O' Keefe, già incisa nel 1977 dal californiano Jackson Browne, e altri brani scritti con Dalla (Io ti cercherò, Nuvole, Tutti i cuori viaggianti, tra i titoli), tranne Nel deserto (con testo di De Gregori) e Mannaggia alla musica (interamente di De Gregori); nel disco suonano con Ron, tra gli altri, Ricky Portera, Shel Shapiro, e la PFM al gran completo. È il suo primo grande successo e in cui compare con lo pseudonimo Ron. Partecipa al Festival di Sanremo in veste di autore della canzone Mariù, interpretata da Gianni Morandi. Per Loredana Bertè scrive la canzone Diverse libertà.
Sempre nel 1980 pubblica un Q-Disc dal titolo Q Concert, con Goran Kuzminac e Ivan Graziani, contenente tre loro canzoni e l'inedito scritto e cantato insieme, ovvero Canzone senza inganni, a cui fa seguito una tournée dei tre artisti.
Con più consapevolezza e spronato dall'amico Lucio Dalla, Ron comincia a scrivere alcuni testi che finiscono nell'album Al centro della musica (1981), che ripete il successo del disco precedente: tra le canzoni, Si andava via (testo scritto dal cantautore Renzo Zenobi) e Una freccia in fondo al cuore.
Il 1982 è l'anno della vittoria al Festivalbar con Anima, contenuta nel disco Guarda chi si vede, registrato dopo un viaggio di due mesi negli USA voluto dalla RCA, dove Ron ha modo di incontrare artisti del calibro di Lou Reed, Paul Anka e Hall&Oates.
Sempre del 1982 è l'album Tutti cuori viaggianti, contenente Hai capito o no?, versione italiana di I Can't Go for That (No Can Do) del duo Daryl Hall & John Oates. Il disco (a cui partecipano gli Stadio, Lucio Dalla e Gianni Morandi) viene registrato dal vivo in studio, di fronte a un pubblico di soli ammiratori e giornalisti. Prende parte al progetto benefico La terra è gialla e il cielo blu a favore dell'AIRC, LP da collezione (con copertina del pittore Aligi Sassu) con 14 protagonisti della hit parade italiana. Per Delia Gualtiero scrive la canzone Passo dopo passo.
Nel 1983 esce Calypso, che include Sogno e Per questa notte che cade giù, prodotto da Mauro Malavasi con la partecipazione del chitarrista Jimmy Villotti, e di due componenti degli Stadio (Ricky Portera e Fabio Liberatori).
Nel 1984 grande successo per il singolo Joe Temerario, contenuto nella raccolta I grandi successi di Ron (Sigla Quattro), sigla di Domenica In e usato da Mario Monicelli nella sua pellicola Speriamo che sia femmina, nella quale Ron compare anche nella parte di sé stesso.
Partecipa con il nome di Rosalino Cellamare all'album d'esordio di Luca Carboni ...intanto Dustin Hoffman non sbaglia un film. Scrive per gli Stadio Ti senti sola e Per lei. Per Marco Armani scrive la canzone Solo con l'anima mia.
Nello stesso anno, esce il fotolibro Ron si racconta curato da Claudio Gallo, Clay Logan, con testi di Gianfranco Baldazzi, in cui sono presenti fotografie del periodo americano, con Paul Anka e Lou Reed.
L'album successivo, del 1985, si intitola semplicemente Ron, e contiene le intense Teresa e Michele, Parliamo un po' di te, Caterina (nel quale duetta con l'esordiente Angela Baraldi) e Beati Noi.  Tra i musicisti, anche Lucio Dalla (accreditato con lo pseudonimo di Domenico Sputo) e Gaetano Curreri (Stadio).
È tra gli artisti del progetto benefico MusicaItalia per l'Etiopia, incidendo con molti colleghi italiani la canzone Volare (Nel blu dipinto di blu) i cui proventi sono devoluti alla popolazione dello Stato africano.
Nell'anno 1986 esce È l'Italia che va (trainato dal successo del singolo omonimo, sigla finale del gioco televisivo a premi "Pentatlon" condotto da Mike Bongiorno, e da Padrone del tuo cuore).
Nel 1988, Il mondo avrà una grande anima, suo secondo album dal vivo, con due inediti, l'omonimo presentato a Sanremo - ispirato dalla prodezza del giovane aviatore tedesco Mathias Rust, che, eludendo qualsiasi sistema di sorveglianza, nel 1987, in piena guerra fredda, atterrò con il suo piccolo aereo da turismo nella Piazza Rossa di Mosca – e l'altro, Helena, cantato in inglese, sigla delle 22 puntate della fiction omonima interpretata dall'attrice Paola Onofri. Nello stesso anno scrive Maria dei parafulmini per Bruno Lauzi, Fino a fermarmi e Non arrendersi per Fiorella Mannoia.
Per il progetto-evento DallaMorandi, Ron scrive le musiche di Amore piccolino e Disperati complici che Gianni Morandi canterà nel disco e durante il successivo tour.
Nello stesso anno scrive per Loretta Goggi il brano Il mio uomo, sigla finale del programma Via Teulada 66 che vinse il Premio Regia Televisiva come miglior canzone nel 1989. 
Nel 1989 si dedica, in qualità di produttore, musicista, arrangiatore e autore, a un giovane esordiente Biagio Antonacci - conosciuto a Garlasco, dove lo stesso prestava servizio militare nella locale stazione dei Carabinieri - e al suo primo album: Sono cose che capitano dove Ron duetta anche nella canzone che dà il titolo all'album; scrive con lui Voglio vivere in un attimo.
Compone la colonna sonora del film La cintura, tratto da un testo teatrale di Alberto Moravia.

### Anni 1990

Ron e Tosca eseguono Vorrei incontrarti fra cent'anni al vittorioso Festival di Sanremo 1996

Nel 1990 scrive la hit Attenti al lupo, inizialmente intitolata La casetta, incisa da Lucio Dalla per l'album Cambio vendendo un milione e mezzo di copie. Ancora con Antonacci scrive la canzone Sono felice per Milva.
Con la produzione di Roberto Danè inizia un altro capitolo della carriera di Ron, segnato dalla firma di un contratto discografico con la WEA. Il cantautore è pronto ad affrontare gli anni 1990 con un disco intitolato Apri le braccia e poi vola, lanciato dai singoli Un momento anche per te e Le ragazze, destinati ad avere un buon successo commerciale.
Nel 1992 pubblica Le foglie e il vento, album molto ispirato, supportato dall'attenta produzione di Danè e da Greg Walsh, arrangiatore di fama internazionale, che riscuote ancora una volta un enorme successo. Molti i brani scelti come singoli, tra i quali Non abbiam bisogno di parole (che diventa una delle sue canzoni più famose), Dentro ai tuoi occhi o mai più e A un passo dai miei sogni. Due anni dopo è la volta di Angelo (ancora Danè, ancora Walsh), con i singoli Sono uguale a te, Tutti quanti abbiamo un angelo e Il sole e la luna.
Nel 1995 Ron realizza un altro sogno aprendo, nella sua Garlasco - all'interno di una antica fabbrica di cioccolata - un proprio studio di registrazione, l'Angelo Studio, attualmente punto di riferimento di produzioni italiane e internazionali molto importanti.
Nel 1996 vince il Festival di Sanremo con Vorrei incontrarti fra cent'anni cantata in coppia con Tosca, aggiudicandosi anche il Premio Volare (migliore composizione e miglior testo). Per l'occasione esce una nuova raccolta con alcuni dei suoi brani rivisitati con nuovi arrangiamenti, e con Ferite e lacrime, (versione italiana di You un successo dei Ten Sharp del 1992) singolo scelto per la stagione estiva. Nel dicembre del 1996, Ron partecipa al quarto Concerto di Natale in Vaticano con il brano Natale tutto l'anno, contenuto nel CD Chistmas in Rome.
Nel corso del 1997 esce l'album Stelle e nello stesso anno scrive due canzoni per Tosca: Nel respiro più grande e Chi è che bussa. Nel 1998 torna a Sanremo con il brano Un porto nel vento, inserito nella ristampa sanremese dell'album.
Nel 1998 esce il libro Ron: musica! Un ritratto artistico di Ron scritto da Dina Risolo (edizioni Tarab).
È del 1999 il 14º album di Ron: Adesso, scritto interamente in una baita di Livigno.

### Anni 2000
Il 27 febbraio 2000, Ron festeggia i 30 anni di carriera con l'uscita di 70/00 - doppio album contenente 13 suoi grandi successi in duetto con Gianni Morandi, Biagio Antonacci, Tosca, Lucio Dalla, Luna e Jackson Browne, oltre a tre brani inediti (Noi, che diventerà anche un videoclip con Ornella Muti; Non è finito il tempo e Laggiù) - e con una trasmissione televisiva Una città per cantare, registrata all'Auditorium della Rai di Napoli e a lui interamente dedicata. Il duetto con Jackson Browne (Una città per cantare/The road, cantata in parte in italiano e in parte in inglese) viene registrato dal vivo nella splendida piazza Ducale di Vigevano (PV). Il video della performance è tuttora inedito.
Nel 2001 Ron crea la sua etichetta indipendente (Le Foglie e il Vento) e incide la hit Sei volata via (tra le canzoni più trasmesse in radio quell'anno), uscita dalla penna di Jovanotti. Nell'album pubblicato a breve distanza, intitolato Cuori di vetro, sono incluse canzoni scritte in collaborazione con Francesco De Gregori, Renzo Zenobi, Renato Zero, Gianluca Grignani e Carmen Consoli.
Nel 2002 Pino Daniele lo invita a una serie di concerti assieme a lui, a Francesco De Gregori e Fiorella Mannoia: i Fab Four, come verranno definiti, danno vita a un tour che li porterà a esibirsi insieme in alcuni dei luoghi più suggestivi d'Italia - davanti a un pubblico di circa 250 000 persone - e pubblicano un CD doppio e un DVD dell'evento, subito ai primi posti delle classifiche.
Alla fine del 2002, la Rai lo rivuole protagonista di uno show in prima serata. Nasce così Amici Miei, spettacolo che, ancora una volta, ruota attorno alle canzoni di Ron e dei suoi amici coinvolti nell'album Cuori di vetro.
Esce nel febbraio del 2004 Le voci del mondo, concept album ispirato all'omonimo romanzo di Robert Schneider con musiche di Ron e testi di Alfredo Rapetti (in arte Cheope).
Il 9 settembre 2004 è tra i protagonisti del concerto/tributo a Lucio Battisti - dove canta I giardini di marzo - e del conseguente album (pubblicato da BMG Ricordi e CAM Edizioni Musicali, per TV Sorrisi e Canzoni).
Nel gennaio del 2005 - in analogia tra vino e musica, capaci di unire, consolare e rallegrare - Ron presenta al pubblico la sua etichetta vinicola, Fracent'anni, che è anche il nome di un buon rosso e bianco.
A ottobre del 2005 esce, in allegato al Corriere della Sera, l'album Ma quando dici amore, contenente 13 duetti con 14 grandi artisti della musica italiana e internazionale (Anggun, Claudio Baglioni, Samuele Bersani, Loredana Bertè, Luca Carboni, Carmen Consoli, Lucio Dalla, Elisa, Jovanotti, Mario Lavezzi, Nicky Nicolai e Stefano Di Battista, Raf, Tosca) e una traccia rom con Renato Zero (vedi sotto). L'intero ricavato della vendita dell'album viene devoluto all'AISLA, associazione italiana sclerosi laterale amiotrofica, di cui Ron è testimonial e parte del consiglio direttivo dell'Associazione (presidente è il suo caro amico Mario Melazzini). Per dare ancora maggiore visibilità al progetto, nel 2006 torna al Festival di Sanremo con il brano L'uomo delle stelle.
Nel maggio del 2007 esce il singolo L'amore è una bombola di gas e comincia una lunga serie di concerti che lo porta da un capo all'altro della penisola. È sempre dello stesso anno, la collaborazione con Ivana Spagna e Tristan B - artista maltese - per l'album di quest'ultimo.
Nell'ottobre del 2007 esce l'album Rosalino Cellamare: RON in concerto, registrato dal vivo con l'accompagnamento dell'Orchestra Toscana Jazz. L'album, trainato dall'unico inedito Canzone dell'acqua (testo di Renzo Zenobi) è anche un DVD che contiene un'intervista di Natasha Stefanenko a Ron durante una passeggiata in giro per Garlasco, cittadina dove tutt'oggi vive.
È del maggio del 2008 l'album di inediti Quando sarò capace d'amare, che prende il titolo da una canzone di Giorgio Gaber del 1994. L'album contiene dieci canzoni scritte con importanti collaboratori come Neffa, Renzo Zenobi, Kaballà e suonate con Lucio Dalla e Alex Britti.
Ron ha sempre amato recitare, così, all'inizio del 2009, porta in scena L'altra parte di Ron (prodotto da F&P Group, regia di Stefano Genovese) nella doppia veste di cantante e attore, protagonista assoluto. Da solo sul palco, nei concerti teatrali interpreta tutti i personaggi che sono stati negli anni protagonisti della sua vita diventando il punto di partenza di percorsi musicali, di riflessioni e racconti. Ron canta, discute, riflette su sé stesso, il tutto messo in scena come un riflesso allo specchio della sua memoria: il collega musicista, l'amico d'infanzia, la mamma, il vicino di casa; il tutto condito dalle emozioni che ha regalato ai suoi fan in 40 anni di musica.
Nell'aprile 2009 ha partecipato all'incisione del brano Domani 21/04.2009 di Mauro Pagani, con i proventi devoluti alle popolazioni colpite dal terremoto dell'Aquila. Nello stesso anno partecipa all'album di Claudio Baglioni Q.P.G.A., cantando nel brano Mia libertà.

### Anni 2010

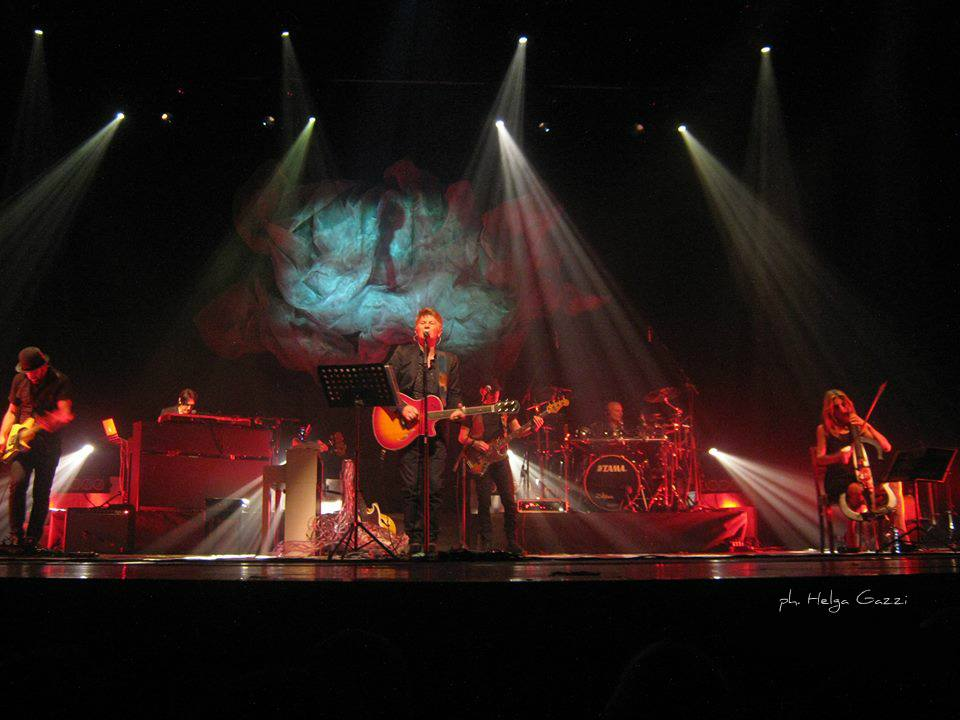
Ron in concerto nel 2015

In occasione dei suoi 40 anni di carriera, esce il libro Ron si racconta, la gioia di fare musica scritto da Andrea Pedrinelli (edizioni Ancora).
Nello stesso anno, Ron realizza un altro grande sogno: apre a Garlasco il laboratorio musicale "Una città per cantare", punto di riferimento per chi abbia voglia di scoprire il proprio talento nell'ambito delle discipline musicali.
Apre il volume 2 della collana Capo Verde, terra d'amore prodotta per il World Food Programme delle Nazioni Unite da Alberto Zeppieri, duettando con Cesária Évora in La voce dell'amore; partecipa all'incisione dell'album È già domenica degli Statuto duettando con Oscar Giammarinaro, leader della band, nel brano Una città per cantare, a cui la band torinese ha voluto rendere omaggio; l'11 febbraio 2011 continua la sua collaborazione con gli Statuto partecipando alla registrazione del live Undici, durante un concerto all'Hiroshima mon amour. Nell'autunno 2011 ha partecipato come tutor al talent show Star Academy.
Il 29 gennaio del 2013 pubblica Way Out un album che raccoglie dodici cover di cantautori angloamericani come John Mayer, David Gray, K'naan, Ben Howard, Damien Rice, Jamie Cullum, Amos Lee, Michael Kiwanuka, The Weepies, Alexi Murdoch, The Boy Who Trapped The Sun e Badly Drawn Boy. L'album è stato registrato a Garlasco, in presa diretta, presso la sua abitazione.
Ha partecipato al Festival di Sanremo 2014 con le canzoni Sing in the Rain, scritta a quattro mani con il già citato Mattia Del Forno, e Un abbraccio unico, eliminata alla prima serata. Per la quarta serata dedicata ai cantautori canta Cara di Lucio Dalla. Nel febbraio 2014 esce l'album Un abbraccio unico, prodotto da Roberto Vernetti e che vede la collaborazione con Mattia Del Forno in diversi brani.
Il 13 ottobre 2015 esce la sua autobiografia Chissà se lo sai (Tutta una vita per cercare me), edita da Piemme, scritta con la collaborazione di Stefano Genovese.
L'11 marzo 2016 esce l'album doppio La forza di dire sì. Come il precedente Ma quando dici amore del 2005, è finalizzato alla raccolta di fondi a favore della AISLA, associazione che si occupa di ricerca contro la sclerosi laterale amiotrofica. Vi partecipano 26 artisti italiani interpretando in duo con Ron numerosi successi che abbracciano l'intero arco della sua carriera di cantautore.
Nel febbraio 2017 partecipa al sessantasettesimo Festival di Sanremo con il brano L'ottava meraviglia, venendo eliminato durante la semifinale. Il brano, assieme all'inedito Ai confini del mondo, viene incluso in una riedizione dell'album La forza di dire sì pubblicato l'anno prima.
Il 15 dicembre 2017 durante il programma Sarà Sanremo viene annunciata la sua partecipazione al Festival di Sanremo 2018 con il brano Almeno pensami, scritto da Lucio Dalla e inserito nell'album "Lucio!" nel quale Ron omaggia il cantautore bolognese con alcuni tra i suoi brani più famosi. Ron riscuote un buon successo, rimanendo durante tutte le serate nella fascia alta della classifica provvisoria, arrivando in finale al quarto posto e ottenendo anche il Premio della Critica del Festival della canzone italiana "Mia Martini" risultando il più votato precedendo le interpretazioni del trio Ornella Vanoni/Bungaro/Pacifico e di Max Gazzè.
Il 31 agosto 2018 è protagonista del programma televisivo Lucio! trasmesso su Canale 5 insieme a Michelle Hunziker e tanti altri artisti per rendere omaggio a Lucio Dalla. Il concerto è stato registrato il 2 giugno 2018 al Teatro Romano di Verona: da questo viene tratto il cd Lucio! Live.
Nel febbraio 2019 accetta l'invito di Paolo Kessisoglu e - con altri artisti - incide C'è da fare canzone per Genova (ed. Sony Music), in aiuto alle famiglie delle vittime del crollo del Ponte Morandi.
Il 23 dicembre 2019 si conclude a Bologna, dopo quasi due anni, il tour Lucio!.

### Anni 2020
Il 9 gennaio 2020 esce al cinema Hammamet, film dedicato agli ultimi sei mesi di vita di Bettino Craxi, interpretato da Pierfrancesco Favino, nella cui colonna sonora sono presenti due canzoni di Ron: Vorrei incontrarti fra cent'anni e Piazza Grande.
Il 28 maggio 2021 pubblica il singolo Abitante di un corpo celeste che anticipa l'uscita del suo nuovo album prevista per fine anno.
Il 3 agosto 2021 annuncia che il disco uscirà nel 2022, per i 50 anni di carriera del cantante.
Il 22 ottobre 2021 pubblica il secondo singolo intitolato Sono un figlio.
Il 6 maggio 2022 pubblica il terzo singolo dal titolo Più di quanto ti ho amato scritto da Bungaro, Rakele e Cesare Chiodo.
Composto da 13 canzoni, dedicato a suo padre, e dopo tre singoli ad anticiparlo, il nuovo album "Sono un figlio" viene pubblicato il 30 settembre 2022 (su etichetta "Le foglie e il vento" e distribuzione "Sony Music"). Il disco è parte del progetto artistico per i 50 anni di musica dell'artista, che comprende, tra l'altro, una voluminosa doppia raccolta dei suoi successi ("Non abbiam bisogno di parole") e un tour teatrale nel 2023.
il 16 dicembre 2022 esce il singolo "Diventerò me stesso", scritto con Guido Morra, a cui segue "Questo vento" il 31 marzo 2023, quinto singolo estratto dal nuovo album, cantato con Leo Gassmann, uscito mentre Ron è in tour nei teatri con la sua band. Per il videoclip del brano, presso la Sala Fellini di Cinecittà Ron ritira la sera del 25 maggio 2023 il Premio Roma Videoclip "Il Cinema incontra la Musica". Rai uno, il 13 agosto 2023, in occasione del suo settantesimo compleanno gli dedica una puntata di Techetechete'.
Agli inizi di ottobre 2023 il Club Tenco annuncia che, la sera del 20 ottobre, Ron riceverà il "Premio Tenco alla Carriera" nel corso della 46ª Rassegna della Canzone d'Autore, al Teatro Ariston di Sanremo, con la seguente motivazione "Quello che poteva sembrare il tipico sprint di un giovanissimo cantante, destinato - al pari di tanti altri - a qualche quarto d'ora di meritata celebrità, si è rivelato invece la marcia costante e inarrestabile, costellata di numerosi grandi successi scritti per sé e per altri grandi cantautori, di un artista caparbio e meticoloso, capace di crearsi una carriera di lungo corso. La sua affermazione anche presso il grande pubblico dimostra come si possano congiungere freschezza e intelligenza, e come sia possibile esprimere versi poetici con orecchiabilità ritmica". Con una personalissima, intima versione di "Lontano Lontano" di Luigi Tenco, l'artista aprirà l'edizione 2023 del Premio, pubblicando la canzone qualche mese dopo, il 23 febbraio 2024.

### Partecipazioni al Festival di Sanremo
| Anno e Categoria     | Brani                                 | Duettante               | Piazzamento   |
| -------------------- | ------------------------------------- | ----------------------- | ------------- |
| Sanremo Artisti 1970 | Pa' diglielo a ma'                    | In abbinamento con Nada | 7º            |
| Sanremo Artisti 1988 | Il mondo avrà una grande anima        | –                       | 21º           |
| Sanremo Artisti 1996 | Vorrei incontrarti fra cent'anni      | Tosca                   | 1º            |
| Sanremo Artisti 1998 | Un porto nel vento                    | –                       | 9º            |
| Sanremo Artisti 2006 | L'uomo delle stelle                   | Tosca e Loredana Bertè  | Semifinalista |
| Sanremo Artisti 2014 | Sing in the rain / Un abbraccio unico | –                       | 13º           |
| Sanremo Artisti 2017 | L'ottava meraviglia                   | –                       | Non finalista |
| Sanremo Artisti 2018 | Almeno pensami                        | Alice                   | 4º            |

### Festivalbar
- Festivalbar 1978 - Occhi verdi mari calmi (concorso DiscoVerde)
- Festivalbar 1981 - Al centro della musica
- Festivalbar 1982 - Anima (canzone vincitrice di quell'anno)[30]
- Festivalbar 1990 - Un momento anche per te
- Festivalbar 1993 - A un passo dai miei sogni
- Festivalbar 1995 - Il sole e la luna
- Festivalbar 1996 - Ferite e lacrime

## Discografia

### Album in studio
- 1973 - Il bosco degli amanti
- 1973 - Dal nostro livello
- 1975 - Esperienze
- 1980 - Una città per cantare
- 1981 - Al centro della musica
- 1982 - Guarda chi si vede
- 1983 - Calypso
- 1985 - Ron
- 1986 - È l'Italia che va
- 1988 - Il mondo avrà una grande anima
- 1990 - Apri le braccia e poi vola
- 1992 - Le foglie e il vento
- 1994 - Angelo
- 1996 - Vorrei incontrarti fra cent'anni
- 1997 - Stelle
- 1999 - Adesso
- 2001 - Cuori di vetro
- 2004 - Le voci del mondo
- 2005 - Ma quando dici amore
- 2008 - Quando sarò capace d'amare
- 2013 - Way Out
- 2014 - Un abbraccio unico
- 2016 - La forza di dire sì
- 2018 - Lucio!
- 2022 - Sono un figlio

### Album dal vivo
- 1979 Banana Republic con Lucio Dalla Francesco De Gregori gli Stadio e Cyan Three (Ron partecipa in veste di arrangiatore e nel live cori e chitarrista)
- 1983 - Tutti cuori viaggianti
- 1988 - Il mondo avrà una grande anima
- 2002 - In tour (con Fiorella Mannoia, Francesco De Gregori e Pino Daniele)
- 2007 - Rosalino Cellamare - RON - in concerto
- 2019 - Lucio!!

### Raccolte
- 1981 - Incontro con Ron (Spaghetti Records)
- 1982 - RON (Spaghetti Records)
- 1984 - I grandi successi di Ron (Sigla Quattro)
- 1984 - Super Ron (Spaghetti Records)
- 1993 - Ron (RCA)
- 1996 - Vorrei incontrarti fra cent'anni (WEA – CD)
- 1996 - Superbest (RCA)
- 1997 - A modo mio (BMG Ricordi)
- 2000 - 70/00 (CGD East West – doppio CD)
- 2001 - I miti (BMG Ricordi)
- 2002 - Beccati 'sta canzone (BMG Ricordi)
- 2003 - Ron (RCA-BMG Ricordi)
- 2006 - Le più belle canzoni di Ron
- 2013 - Un'ora con Ron

### Extended play
- 1972 - Il gigante e la bambina, Cielo di maggio cielo di giugno / Strade su Strade, Figlio Mio Padre Mio (TP-638 RCA Victor)
- 1973 - Pa' diglielo a Ma', Occhi di Lillà / ...Fino a morire, Felicità (TP-662 RCA Victor)
- 1980 - Q Concert (con Ivan Graziani e Goran Kuzminac)

### Singoli
- 1970 - Pa' diglielo a ma'/Occhi di lillà (It, ZT 7002)
- 1970 - Passeggiata/Dolce Susanna (It, ZT 7004)
- 1970 - Fino a morire/Felicità (It, ZT 7007) uscito anche in formato juke-box lato A "Daniela Modigliani - La vita non finisce stasera - Apollo" lato B "Rosalino - Fino a morire - It" numero di catalogo comune JBZTA 101 - anno 1970)
- 1971 - Il gigante e la bambina/Strade su strade (It, ZT 7012)
- 1972 - Figlio mio, padre mio/Cielo di maggio cielo di giugno (It, ZT 7025)
- 1972 - Storia di due amici/Prova a immaginare (It, ZT 7027)
- 1973 - Il bosco degli amanti/Questa casa questo cuore (It, ZT 7043)
- 1973 - Era la terra mia/I bimbi neri non san di liquerizia (RCA Italiana, PM 3740)
- 1975 - Esperienze/Fenomeni naturali (RCA Italiana, TPBO 1107)
- 1976 - Evviva il grande amore/La mia scimmia (RCA Italiana, TPBO 1193)
- 1978 - Occhi verdi mari calmi/Come va? (Spaghetti Records, ZBSR 7061; la versione di Come va? è diversa dalle registrazioni successive su 45 giri e 33)
- 1979 - I ragazzi italiani/Come va? (Spaghetti Records, ZBSR 7126)
- 1980 - Una città per cantare/Nuvole (Spaghetti Records, ZBSR 7166)
- 1981 - Al centro della musica/Stelle di dicembre (Spaghetti Records, ZBSR 7215)
- 1982 - Anima
- 1983 - Hai capito o no/Era la terra mia (RCA italiana)
- 1984 - Joe temerario/Voglio andare via (RCA Italiana, PB 6752)
- 1985 - Un poco di vino/I ragazzi italiani (Spaghetti Records)
- 1985 - Teresa e Michele/Caterina (RCA italiana)
- 1985 - Parliamo un po' di te/Beati noi (RCA italiana)
- 1986 - È l'Italia che va (RCA italiana - promo)
- 1988 - Il mondo avrà una grande anima/Helena (RCA italiana)
- 1992 - Non abbiam bisogno di parole
- 1994 - Tutti quanti abbiamo un angelo (WEA - promo)
- 1996 - Vorrei incontrarti fra cent'anni
- 1996 - Ferite e lacrime
- 2001 - Sei volata via
- 2001 - Cambio stagione
- 2004 - Caro amico fragile
- 2006 - L'uomo delle stelle
- 2007 - Canzone dell'acqua
- 2008 - L'amore è una bombola di gas
- 2014 - Un abbraccio unico
- 2014 - Sing in the Rain
- 2014 - America
- 2016 - Una città per cantare (brano corale cantato da tutti gli artisti dell'album La forza di dire sì)
- 2016 - Aquilone
- 2017 - L'ottava meraviglia
- 2017 - Ai confini del mondo
- 2018 - Almeno pensami
- 2018 - Tu non mi basti mai
- 2019 - Tutta la vita
- 2021 - Abitante di un corpo celeste
- 2021 - Sono un figlio
- 2022 - Più di quanto ti ho amato
- 2023 - Questo vento (con Leo Gassman)
- 2024 - Lontano Lontano (sigla del Premio Tenco 2023)

## Duetti
- Con Anna Oxa: La promessa (1986)
- Con Fiorella Mannoia: Non arrendersi (in Canzoni per parlare di Fiorella Mannoia, 1988) e Felicità (in A te di Fiorella Mannoia, 2013)
- Con Samuele Bersani: Boys in Time (in Stelle di Ron, 1998)
- Con Biagio Antonacci: Sono cose che capitano (in Sono cose che capitano di B. Antonacci del 1989 e 70/0070/00 di Ron, 2000)
- Con Gianni Morandi: Occhi di ragazza - Joe Temerario (in 70/00 di Ron, 2000)
- Con Jackson Browne: Una città per cantare (in 70/00 di Ron, 2000)
- Con Lucio Dalla: Chissà se lo sai (in 70/00 di Ron, 2000)
- Con Luna: Anima (in 70/00 di Ron, 2000)
- Con Ivana Spagna e Tristan B.: You raise me up
- Con Anggun: Catch You (in Ma quando dici amore di Ron, 2005)
- Con Carmen Consoli: Cambio stagione (in Ma quando dici amore di Ron, 2005)
- Con Claudio Baglioni: Non abbiam bisogno di parole (in Ma quando dici amore di Ron, 2005)
- Con Elisa: Ma quando dici amore (in Ma quando dici amore di Ron, 2005)
- Con Jovanotti: Sei volata via (in Ma quando dici amore di Ron, 2005)
- Con Loredana Bertè: Una città per cantare (in Ma quando dici amore di Ron, 2005)
- Con Luca Carboni: Anima (in Ma quando dici amore di Ron, 2005)
- Con Lucio Dalla: Le ragazze (in Ma quando dici amore di Ron, 2005)
- Con Mario Lavezzi: Cosa sarà (in Ma quando dici amore di Ron, 2005)
- Con Nicky Nicolai e Stefano di Battista: Chissà se lo sai (in Ma quando dici amore di Ron, 2005)
- Con Raf: La pace (in Ma quando dici amore di Ron, 2005)
- Con Renato Zero: TRACCIA ROM (in Ma quando dici amore di Ron, 2005)
- Con Samuele Bersani: Le foglie e il vento (in Ma quando dici amore di Ron, 2005)
- Con Tosca: Vorrei incontrarti fra cent'anni e Chissà se lo sai - Quanto amore c'è (in Ma quando dici amore di Ron, 2005)
- Con Tosca e Loredana Bertè: L'uomo delle stelle (live al Festival di Sanremo 2006)
- Con Cesária Évora: La Voce dell'Amore di Chantre - Zeppieri (da Capo Verde, terra d'amore - vol. 2, 2010)
- Con Alice: Almeno pensami (live al Festival di Sanremo 2018)
- Con Edoardo De Angelis: Luci fuochi e stelle (in Duets di Edoardo De Angelis, 1993  RCA – 74321-14622-2)
- Con Ornella Vanoni: Non abbiam bisogno di parole (in Più di te di Ornella Vanoni, 2009)

## Filmografia

Ron nel film Lezioni private (1975)

- Lezioni private, regia di Vittorio De Sisti (1975)
- L'Agnese va a morire, regia di Giuliano Montaldo (1976)
- In nome del Papa Re, regia di Luigi Magni (1977)
- La riva di Charleston - miniserie TV, 3 episodi (1978)
- Il ritorno di Simon Templar - serie TV, 1 episodio (1979)
- Il était un musicien - serie TV, 1 episodio (1979)
- Turi e i paladini, regia di Angelo D'Alessandro (1979)

## Libri
- Chissà se lo sai: Tutta una vita per cercare me, Segrate, Edizioni Piemme, ISBN 9788856643541.

## Premi e riconoscimenti
- 1996 - Premio Volare (migliore composizione e miglior testo), per il brano Vorrei incontrarti fra cent'anni[31].
- 2007 - Premio Lunezia Menzione Speciale, per il brano Vorrei incontrarti fra cent'anni[32].
- 2008 - Venice Music Awards[33].
- 2013 - Premio Lunezia Cover d'Autore, per il valore Musical-Letterario dell'album Way out[32].
- 2016 - Premio Anacapri "Bruno Lauzi" - Penna d'Autore, per la scrittura e la canzone d'autore[34].
- 2017 - Premio "Ambasciatore di terre di Puglia"[35].
- 2017 - "Meraviglioso Modugno" - Premio Città di Polignano a Mare[36].
- 2018 - Premio della Critica "Mia Martini", per il brano Almeno Pensami[37].
- 2018 - Special Award - XVI Edizione Roma Videoclip, alla carriera e per il videoclip del brano Almeno pensami[38].
- 2019 - Turrita d'Argento di Bologna[39].
- 2018 - Premio "Bindi" alla carriera[40].
- 2021 - Special Award - ImaginAction Festival Internazionale del Videoclip, alla carriera[41].
- 2023 - Special Award - XX Edizione Roma Videoclip, Premio "Il Cinema incontra la Musica" per il videoclip del brano Questo Vento[42].
- 2023 - Musicultura Onorificenza "per l'esempio umano e artistico alle nuove generazioni" dalle Università di Macerata e Camerino[43].
- 2023 - Premio Tenco 2023 alla Carriera[44].
- 2024 - "Riccio d'Argento" ai Migliori Live d'Autore di Fatti di Musica, festival-premio, 38ª edizione

- 2024 - Premio "De Andrè" - "Targa Faber" (già "Premio alla carriera")